# Søby Sogn (Favrskov Kommune)
 Denne artikel omhandler Søby Sogn (Favrskov Kommune). Der er også andre sogne med dette navn, se Søby Sogn.
Søby Sogn er et sogn i Favrskov Provsti (Århus Stift).
Voldby Sogn var allerede i 1600-tallet anneks til Hammel Sogn, og i 1802 blev Søby Sogn, der før havde været anneks til Haurum Sogn i Houlbjerg Herred, også anneks til Hammel. Alle 3 sogne hørte til Gjern Herred i Skanderborg Amt. Hammel-Voldby-Søby sognekommune blev ved kommunalreformen i 1970 kernen i Hammel Kommune, som ved strukturreformen i 2007 indgik i Favrskov Kommune.
I Søby Sogn ligger Søby Kirke.
I sognet findes følgende autoriserede stednavne:
- Hedegårde (bebyggelse)
- Hedehusene (bebyggelse, ejerlav)
- Møgelby (bebyggelse, ejerlav)
- Mølgårde (bebyggelse, ejerlav)
- Skovladen (bebyggelse)
- Svenstrup (bebyggelse, ejerlav)
- Søby (bebyggelse)
- Søbygaard (ejerlav, landbrugsejendom)
- Søbygård Sø
- Søbygårds Huse (bebyggelse)
- Søbygårds Mark (bebyggelse)
- Vadsted (bebyggelse, ejerlav)